# Rob Friend
Robert Douglas Friend, detto Rob (Rosetown, 23 gennaio 1981), è un ex calciatore canadese, di ruolo attaccante.

## Carriera
Nato in Canada, si appassiona subito allo sport e gioca a rugby e pallavolo prima di entrare a far parte della squadra di calcio dell'Università della California di Santa Barbara. Dopo due stagioni viene selezionato dai Chicago Fire nel draft 2003 della MLS, ma rifiuta l'ingaggio per trasferirsi in Norvegia al Moss. Negli anni successivi passa Molde ed in seguito nei Paesi Bassi all'Heerenveen che a inizio 2007 lo presta all'Heracles Almelo.
Nell'estate dello stesso anno viene acquistato dal Borussia Mönchengladbach, club tedesco appena retrocesso nella Zweite Bundesliga, con cui segna 28 gol in 83 partite di campionato.
Nell'estate 2010 viene acquistato dall'Hertha Berlino con la quale vince la Zweite Liga.
Durante il mercato estivo del 2011 viene prelevato dall'Eintracht Francoforte. Il 10 dicembre 2014 annuncia il ritiro dall'attività agonistica.

## Palmarès
- Coppe di Norvegia: 1

Molde: 2005
- Campionato della Zweite Bundesliga: 2

Borussia M'bach: 2007-2008
Hertha Berlino: 2010-2011